# Володимир Ванд
Володимир Ванд (чес. Владімір Ванд; 6 листопада 1911, м. Суми, Україна — 4 квітня 1968, Пенсільванія, США) — чеський фізик.

## Біографія

### Дитинство
Сім'я Ванда була родом з Австро-Угорщини, в Сумах вона перебувала виключно по робочому напрямку батька-інженера. Під час Першої світової війни сім'я вирішила повернутися на чеські землі. У 1922 році на три роки вони переїхали до Бельгії, завдяки чому Ванд досконало опанував французьку мову.

### Наукова діяльність
У 1930 році, після повернення в Прагу, Володимир Ванд успішно склав випускні іспити в школі і вступив на факультет природознавства Карлового університету, а в 1937 році, захистивши дисертацію, він отримав звання доктора наук. З 1933 року вчений працював в Інституті спектроскопії, саме там Ванд захопився астрономією. Згодом він вступив до Товариства астрономів Чехословаччини, пізніше був представником Інституту астрономії Карлового університету. Все більше часу він приділяв вивченню змін станів небесних тіл і зірок. Брав активну участь в різних конференціях і семінарах з астрономії. У 1935 році спільно з Антоніном Свободою трудився в компанії Шкода над створенням нового радара і займався розробкою авіаційних приладів.
1 травня 1939 року емігрував до Франції, де також спільно з Антоніном Свободою продовжив свою дослідницьку діяльність. Результати їх досліджень були використані французькою армією при розробці авіаційних приладів.
Після того як почалася Друга світова війна, Володимир Ванд емігрував до Великої Британії, де став вивчати фізичні властивості довгих молекул, але про астрономію він все одно ніколи не забував. Після закінчення війни фізик знову повернувся до Чехословаччини, проте усталений режим його зовсім не влаштовував. Недолік можливостей для проведення наукових досліджень змусив Ванда повернутися до Британії. У 1953 році Ванд разом зі своєю дружиною і нерідним сином переїхав до США. Там вчений працював на факультеті фізики в Пенсильванському державному університеті. У 1954 році він отримав звання доцента, а 1961 році після захисту дисертації він став професором кристалографії. Володимир Ванд був першим фізиком, який активно працював з комп'ютерами і впроваджував в свою роботу обчислювальні технології і методи. Помер Володимир Ванд від раку 4 квітня 1968 році в Пенсильванії.